# Akiodoris salacia
Akiodoris salacia is een slakkensoort uit de familie van de Akiodorididae. De wetenschappelijke naam van de soort is voor het eerst geldig gepubliceerd in 2005 door Millen, in Millen & Martynov.